# Lenneke Ruiten
Lenneke Ruiten is een Nederlandse sopraan.

## Levensloop
Ruiten (Velsen, 1977) begon als fluitiste haar opleiding aan het Conservatorium van Alkmaar en het Conservatorium van Amsterdam. Na haar eindexamen stopte zij met haar fluitstudie om zich uitsluitend op het zingen toe te leggen. Zij rondde haar zangstudie met onderscheiding af aan het Koninklijk Conservatorium van Den Haag, bij Meinard Kraak. Hierna volgde zij de operaopleiding aan de Musikhochschule te München. Zij volgde masterclasses bij Elly Ameling, Hans Hotter, Robert Holl, Walter Berry en Rudolf Jansen. In 2002 won zij vijf prijzen op het Internationaal Vocalisten Concours in 's-Hertogenbosch, waaronder de eerste prijs.
Ruiten werkt(e) met orkesten als de Wiener Philharmoniker, het Orkest van de 18e eeuw, het Radio Kamer Orkest, het Nederlands Kamerorkest, het Residentie Orkest, de NDR Radiophilharmonie en de Akademie für Alte Musik Berlin. Zij werd daarbij gedirigeerd door onder andere John Eliot Gardiner, Frans Brüggen, Christoph Eschenbach, Marc Minkowski en Ed Spanjaard.
In 2015 zong zij in La Scala in Milaan. Zij speelde de vrouwelijke hoofdrol in de opera Lucio Silla van Mozart.

## Discografie
- Concertaria's van W.A. Mozart met het Concertgebouw Kamerorkest o.l.v. Ed Spanjaard, PENTATONE PTC 5186376 (2010)[3]
- Requiem en Miserere van J.C. Bach met de Akademie für alte Musik Berlin o.l.v. Hans-Christoph Rademann, Harmonia Mundi
- Ascension Cantatas van J.S. Bach met The English Baroque Soloists and Choir o.l.v. John Eliot Gardiner, SDG
- Mis in F-moll van Bruckner met Orchestre de la Suisse Romande en het Rundfunkchor Berlin o.l.v. Marek Janowski, PENTATONE PTC 5186501 (2013)[3]
- Carmina Burana van C Orff met SWR Vokalensemble Stuttgart olv. Rupert Huber, SWR